# UCI ProSeries 2023
L'UCI ProSeries 2023 è la quarta edizione dell'UCI ProSeries. Il suo calendario è composto da 57 corse, che si tengono dal 22 gennaio al 15 ottobre 2023 in Europa, America ed Asia.
Durante tutta la stagione i punti vengono assegnati ai corridori in base ai piazzamenti nelle classifiche finali di ciascuna prova e al tipo della stessa; in caso di corse a tappe, si attribuiscono punti anche per i piazzamenti di ogni tappa e per i giorni in maglia di leader.
La classificazione UCI è la seguente:
- corse di un giorno: 1.Pro;
- corse a tappe: 2.Pro.

## Calendario
Sono 57 le corse attualmente inserite nel calendario della stagione 2023.

### Gennaio
| Data  | Prova                    | Cat.  | Vincitore          | Squadra           |
| ----- | ------------------------ | ----- | ------------------ | ----------------- |
| 22-29 | Vuelta a San Juan (2023) | 2.Pro | Miguel Ángel López | Team Medellín-EPM |

### Febbraio
| Data  | Prova                                  | Cat.  | Vincitore          | Squadra                  |
| ----- | -------------------------------------- | ----- | ------------------ | ------------------------ |
| 1°-5  | Volta a la Comunitat Valenciana (2023) | 2.Pro | Rui Costa          | Intermarché-Circus-Wanty |
| 9-11  | Tour de la Provence                    | 2.Pro | annullata          | annullata                |
| 11-15 | Tour of Oman (2023)                    | 2.Pro | Matteo Jorgenson   | Movistar Team            |
| 12    | Clásica de Almería (2023)              | 1.Pro | Matteo Moschetti   | Q36.5 Pro Cycling Team   |
| 15-19 | Volta ao Algarve (2023)                | 2.Pro | Daniel Martínez    | Ineos Grenadiers         |
| 15-19 | Vuelta a Andalucía (2023)              | 2.Pro | Tadej Pogačar      | UAE Team Emirates        |
| 25    | Ardèche Classic (2023)                 | 1.Pro | Julian Alaphilippe | Soudal Quick-Step        |
| 26    | Drôme Classic (2023)                   | 1.Pro | Anthony Perez      | Cofidis                  |
| 26    | Kuurne-Bruxelles-Kuurne (2023)         | 1.Pro | Tiesj Benoot       | Jumbo-Visma              |

### Marzo
| Data | Prova                                      | Cat.  | Vincitore             | Squadra                  |
| ---- | ------------------------------------------ | ----- | --------------------- | ------------------------ |
| 1°   | Trofeo Laigueglia (2023)                   | 1.Pro | Nans Peters           | AG2R Citroën Team        |
| 15   | Nokere Koerse (2023)                       | 1.Pro | Tim Merlier           | Soudal Quick-Step        |
| 15   | Milano-Torino (2023)                       | 1.Pro | Arvid de Kleijn       | Tudor Pro Cycling Team   |
| 16   | Grand Prix de Denain (2023)                | 1.Pro | Juan Sebastián Molano | UAE Team Emirates        |
| 17   | Bredene Koksijde Classic (2023)            | 1.Pro | Gerben Thijssen       | Intermarché-Circus-Wanty |
| 26   | Gran Premio Industria e Artigianato (2023) | 1.Pro | Ben Healy             | EF Education-EasyPost    |

### Aprile
| Data  | Prova                              | Cat.  | Vincitore          | Squadra            |
| ----- | ---------------------------------- | ----- | ------------------ | ------------------ |
| 1°    | Gran Premio Miguel Indurain (2023) | 1.Pro | Ion Izagirre       | Cofidis            |
| 5     | Scheldeprijs (2023)                | 1.Pro | Jasper Philipsen   | Alpecin-Deceuninck |
| 12    | Freccia del Brabante (2023)        | 1.Pro | Dorian Godon       | AG2R Citroën Team  |
| 17-21 | / Tour of the Alps (2023)          | 2.Pro | Tao Geoghegan Hart | Ineos Grenadiers   |

### Maggio
| Data  | Prova                              | Cat.  | Vincitore       | Squadra             |
| ----- | ---------------------------------- | ----- | --------------- | ------------------- |
| 6     | Grand Prix du Morbihan (2023)      | 1.Pro | Arnaud De Lie   | Lotto Dstny         |
| 7     | Tro-Bro Léon (2023)                | 1.Pro | Giacomo Nizzolo | Israel-Premier Tech |
| 10-14 | Tour de Hongrie (2023)             | 2.Pro | Marc Hirschi    | UAE Team Emirates   |
| 16-21 | Quattro Giorni di Dunkerque (2023) | 2.Pro | Romain Grégoire | Groupama-FDJ        |
| 25-28 | Boucles de la Mayenne (2023)       | 2.Pro | Oier Lazkano    | Movistar Team       |
| 26-29 | Giro di Norvegia (2023)            | 2.Pro | Ben Tulett      | Ineos Grenadiers    |

### Giugno
| Data  | Prova                                   | Cat.  | Vincitore            | Squadra                |
| ----- | --------------------------------------- | ----- | -------------------- | ---------------------- |
| 4     | Brussels Cycling Classic (2023)         | 1.Pro | Arnaud Démare        | Groupama-FDJ           |
| 7-11  | Ster ZLM Toer (2023)                    | 2.Pro | Olav Kooij           | Jumbo-Visma            |
| 10    | Dwars door het Hageland (2023)          | 1.Pro | Rasmus Tiller        | Uno-X Pro Cycling Team |
| 13    | Mont Ventoux Dénivelé Challenges (2023) | 1.Pro | Lenny Martinez       | Groupama-FDJ           |
| 14-18 | Giro del Belgio (2023)                  | 2.Pro | Mathieu van der Poel | Alpecin-Deceuninck     |
| 14-18 | Giro di Slovenia (2023)                 | 2.Pro | Filippo Zana         | Team Jayco AlUla       |

### Luglio
| Data  | Prova                       | Cat.  | Vincitore       | Squadra                           |
| ----- | --------------------------- | ----- | --------------- | --------------------------------- |
| 9-16  | Tour of Qinghai Lake (2023) | 2.Pro | Henok Mulubrhan | Green Project-BardianiCSF-Faizanè |
| 22-26 | Giro di Vallonia (2023)     | 2.Pro | Filippo Ganna   | Ineos Grenadiers                  |

### Agosto
| Data  | Prova                        | Cat.  | Vincitore        | Squadra             |
| ----- | ---------------------------- | ----- | ---------------- | ------------------- |
| 15-19 | Vuelta a Burgos (2023)       | 2.Pro | Primož Roglič    | Jumbo-Visma         |
| 15-19 | Giro di Danimarca (2023)     | 2.Pro | Mads Pedersen    | Lidl-Trek           |
| 17-20 | Arctic Race of Norway (2023) | 2.Pro | Stephen Williams | Israel-Premier Tech |
| 23-27 | Giro di Germania (2023)      | 2.Pro | Ilan Van Wilder  | Soudal Quick-Step   |

### Settembre
| Data  | Prova                           | Cat.  | Vincitore            | Squadra                     |
| ----- | ------------------------------- | ----- | -------------------- | --------------------------- |
| 3     | Maryland Cycling Classic (2023) | 1.Pro | Mattias Skjelmose    | Lidl-Trek                   |
| 3-10  | Tour of Britain (2023)          | 2.Pro | Wout Van Aert        | Jumbo-Visma                 |
| 10    | Grand Prix de Fourmies (2023)   | 1.Pro | Tim Merlier          | Soudal Quick-Step           |
| 13    | Grand Prix de Wallonie (2023)   | 1.Pro | Gonzalo Serrano      | Movistar Team               |
| 14    | Coppa Sabatini (2023)           | 1.Pro | Marc Hirschi         | UAE Team Emirates           |
| 14-17 | Tour of Taihu Lake (2023)       | 2.Pro | George Jackson       | Bolton Equities Black Spoke |
| 17    | SUPER8 Classic (2023)           | 1.Pro | Mathieu van der Poel | Alpecin-Deceuninck          |
| 20-24 | Giro del Lussemburgo (2023)     | 2.Pro | Marc Hirschi         | UAE Team Emirates           |
| 23-30 | Tour de Langkawi (2023)         | 2.Pro | Simon Carr           | EF Education-EasyPost       |
| 28    | Circuit Franco-Belge (2023)     | 1.Pro | Arnaud De Lie        | Lotto Dstny                 |
| 30    | Giro dell'Emilia (2023)         | 1.Pro | Primož Roglič        | Jumbo-Visma                 |

### Ottobre
| Data | Prova                     | Cat.  | Vincitore          | Squadra                  |
| ---- | ------------------------- | ----- | ------------------ | ------------------------ |
| 2    | Coppa Bernocchi (2023)    | 1.Pro | Wout Van Aert      | Jumbo-Visma              |
| 3    | Münsterland Giro (2023)   | 1.Pro | Per Strand Hagenes | Jumbo-Visma              |
| 3    | Tre Valli Varesine (2023) | 1.Pro | Ilan Van Wilder    | Soudal Quick-Step        |
| 5    | Gran Piemonte (2023)      | 1.Pro | Andrea Bagioli     | Soudal Quick-Step        |
| 5-9  | Tour of Hainan (2023)     | 1.Pro | Óscar Sevilla      | Team Medellín-EPM        |
| 8    | Parigi-Tours (2023)       | 1.Pro | Riley Sheehan      | Israel-Premier Tech      |
| 11   | Giro del Veneto (2023)    | 1.Pro | Dorian Godon       | AG2R Citroën Team        |
| 15   | Japan Cup (2023)          | 1.Pro | Rui Costa          | Intermarché-Circus-Wanty |
| 15   | Veneto Classic (2023)     | 1.Pro | Davide Formolo     | UAE Team Emirates        |